# Hyrtanella
Hyrtanella is een geslacht van haften (Ephemeroptera) uit de familie Ephemerellidae.

## Soorten
Het geslacht Hyrtanella omvat de volgende soorten:
- Hyrtanella christineae
- Hyrtanella pascalae